# محمد مشيمع
محمد علي أحمد مشيمع (1988 - 2 أكتوبر 2012) ناشط سياسي بحريني شيعي. أدين مشيمع في مارس 2011 وحكم عليه بالسجن لمدة سبع سنوات لمشاركته في مظاهرات مناهضة للحكومة. أعلن عن وفاة مشيمع في المنامة عاصمة البحرين في 2 أكتوبر 2012 نتيجة مضاعفات مرض فقر الدم المنجلي. أدخل مشيمع المستشفى منذ أغسطس 2011 ويقول محاموه أنهم طلبوا من المحكمة الإفراج عنه بسبب حالته الصحية السيئة ولكن المحكمة رفضت الطلب. تقول مصادر المعارضة أنه توفي نتيجة «التعذيب والإهمال الطبي» من قبل السلطات. متظاهرون سجناء ماتوا بنفس المرض وهي حالة وراثية شائعة في البحرين أثناء احتجازهم مما دفع هيومن رايتس ووتش إلى الدعوة إلى إجراء تحقيق. بعد جنازته اندلعت اشتباكات في المنامة حيث خرج المتظاهرون إلى الشوارع مطالبين بفتح تحقيق في ظروف وفاة مشيمع.